# Pro Evolution Soccer 2016
Pro Evolution Soccer 2016 или PES 2016 — мультиплатформенная видеоигра в жанре футбольного симулятора из серии Pro Evolution Soccer от компании Konami, является шестнадцатой в данной серии игр. Официально игра была анонсирована в начале июня 2015 года. На обложке изображен Неймар..
Азиатская версия игры вышла под названием - Winning Eleven 2016

## Геймплей игры
- Расширенная система столкновений — столкновения игроков реализованы в PES 2016 посредством значительно улучшенной системы борьбы на поле. В расчет берется множество факторов, которые будут определять и создавать уникальные единоборства на поле.
- Сила борьбы в воздухе — с новой физической системой, улучшилась борьба за мяч в воздухе.
- Управления один на один — в PES 2016  было значительно расширено управление "один на один", благодаря широкому диапазону движений. Обновленная система финтов позволит выйти из сложной ситуации оставив защитника позади. К примеру, вы сможете их раскачать так, что они потеряют равновесие. Ситуации "один на один" внесут в игру ещё больше напряженности, так как первым уступит тот, у кого сдадут нервы быстрее.
- Идеальная защита — чтобы сбалансировать игру защитные действия также подверглись изменениям. Выполнение подката в нужное время в нужном месте быстро оставит нападающую сторону без мяча.
- Интеллектуальная игра — комбинации с использованием 2-3 игроков будут доступны в улучшенной концепции управления стратегией игры, которая будет зависеть от типа тактики для всех команды. Игроки больше не смогут полагаться на ручное управление между 1-2 игроками и партнерами по команде, которые убегали в свободное пространство на поле.
- ID вратаря — в стремление улучшить качество и добавить неповторимую индивидуальность игры вратаря, были добавлены новые вратарские параметры: фиксация мяча, чистый отбор, ловкость падения и блокирование / отбивание. Эти показатели помогут сориентироваться вратарю, как лучше действовать в той или иной ситуации, отбивать мяч в сторону или фиксировать его в руках.
- Управление празднованием гола — впервые после забитого мяча, игроком можно управлять, нажимая указанные кнопки.

## Отзывы и оценки критиков
| Сводный рейтинг | Сводный рейтинг | Сводный рейтинг |
| Издание         | Оценка          | Оценка          |
| Издание         | PS4             | Xbox One        |
| --------------- | --------------- | --------------- |
| GameRankings    | 86,58 %         | 84,48 %         |

PES 2016 получила положительные отзывы от критиков
| Критик   | Оценка | Комментарий |
| -------- | ------ | --- |
| IGN      | 9.5/10 | "Лучший футбольный симулятор когда-либо" |
| GameSpot | 9/10   | "Возвращение короля" |
| Metro    | 9/10   | "Pro Evolution Soccer, наконец, предстала в своих лучших проявлениях и является одной из величайших спортивных игр всех времен" |
| GameStar | 88/100 | "PES по-прежнему лучше чем ФИФА, но графика на PC оставляет желать лучшего" |
| PC Games | 87/100 | "Хотя PC версия в очередной раз уступает в графике консолям, PES 2016 является одним из лучших, если не лучший футбольный симулятор за последние 6-7 лет. В основном благодаря своему полностью переработанному геймплею и более плавным анимациям. |
| Kanobu   | 8/10   | "Несмотря на проблемы, PES 16, в отличие от прошлогодней итерации, отлично играется и способна затянуть; Konami в этот раз не стала искать что-то новое, а воспользовалась механикой, которую мы все когда-то так любили. Осталось поработать над деталями и придать геймплею глубины, и тогда, глядишь, Konami сможет составить серьезную конкуренцию EA Sports" |
| Games.cz | 70/100 | "Быстрая и динамичная футбольная игра с малым количеством лицензий и некоторыми техническими проблемами" |

## Системные требования
По сравнению с PES 2015 минимальные системные требования не изменились

### Минимальные системные требования
- Операционная система: Windows 10 / 8.1 / 8 / 7 / Vista SP2;
- Процессор: Intel Core 2 Duo @ 1.8 GHz. AMD Athlon II X2 240 или эквивалентный процессор;
- Оперативная память: 1 GB RAM;
- Видеокарта: nVidia GeForce 7800 / ATI Radeon X1300 / Intel HD Graphics 2000 или лучше;
- DirectX: Version 9.0c;
- Жесткий диск: 8 Gb свободного места;
- Звуковая карта: DirectX 9.0c совместимая звуковая карта.

### Рекомендуемые системные требования
- Операционная система: Windows 10/ 8.1 / 8;
- Процессор: Intel Core i3 530 AMD Phenom II X4 925 или эквивалентный процессор;
- Оперативная память: 2 GB RAM;
- Видеокарта: nVidia GeForce 7800 / ATI Radeon X1300 / Intel HD Graphics 3000 или лучше;
- DirectX: Version 9.0c
- Жесткий диск: 8 Gb свободного места;
- Звуковая карта: DirectX 9.0c совместимая звуковая карта.